# Gustav Richard Bunde
Gustav Richard Bunde (* 14. November 1851 in Thoßfell; † 28. März 1906 in Erlbach) war ein deutscher Rittergutsbesitzer und konservativer Politiker.

## Leben und Wirken
Der Sohn des Rittergutspächters und Landtagsabgeordneten Heinrich Bunde (1825–1893) besuchte die Realschule 1. Ordnung in Plauen. Er war Besitzer des Ritterguts Erlbach im Vogtland, zu dem 40 Hektar Landbesitz gehörten. Seit 1895 war er Vorstandsmitglied des Konservativen Vereins für das obere Vogtland. Von 1899 bis zu seinem Tod vertrat er den 45. ländlichen Wahlkreis in der II. Kammer des Sächsischen Landtags. In einer Nachwahl wurde Oskar Schanz zu seinem Nachfolger bestimmt.